# St.-Jakobi-Kirche (Bad Bederkesa)

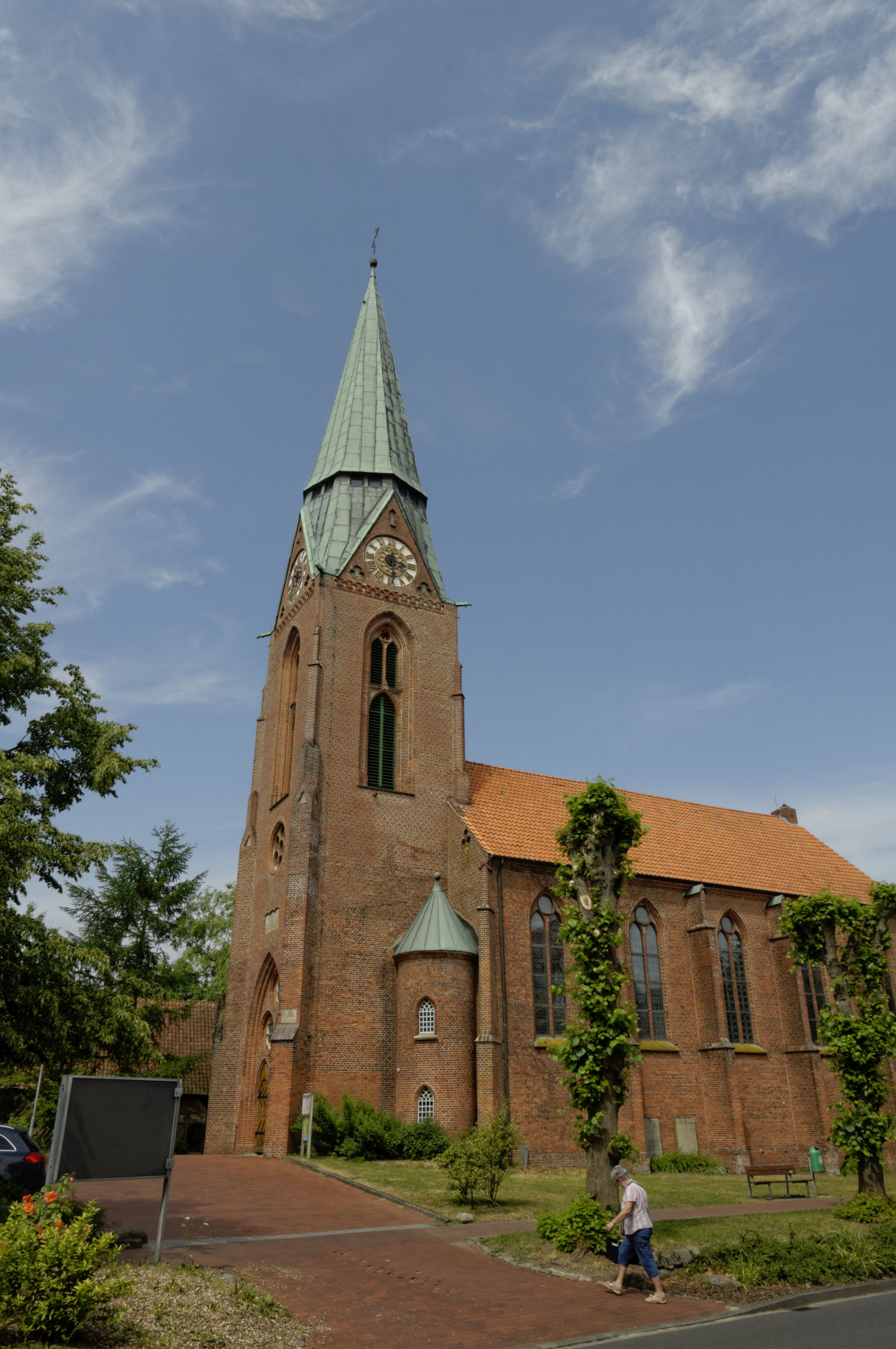
St. Jakobi

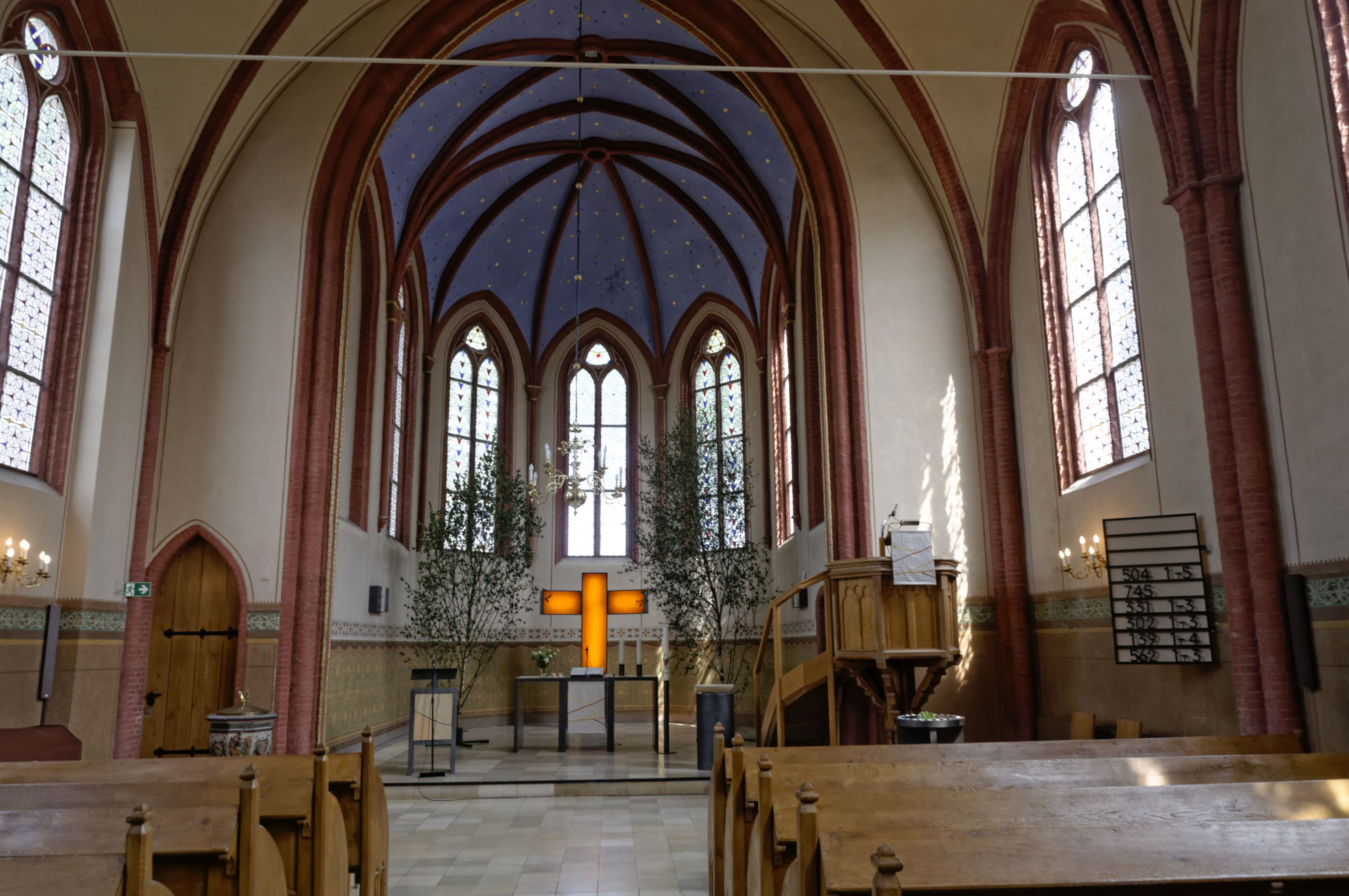
Innenraum mit Chor

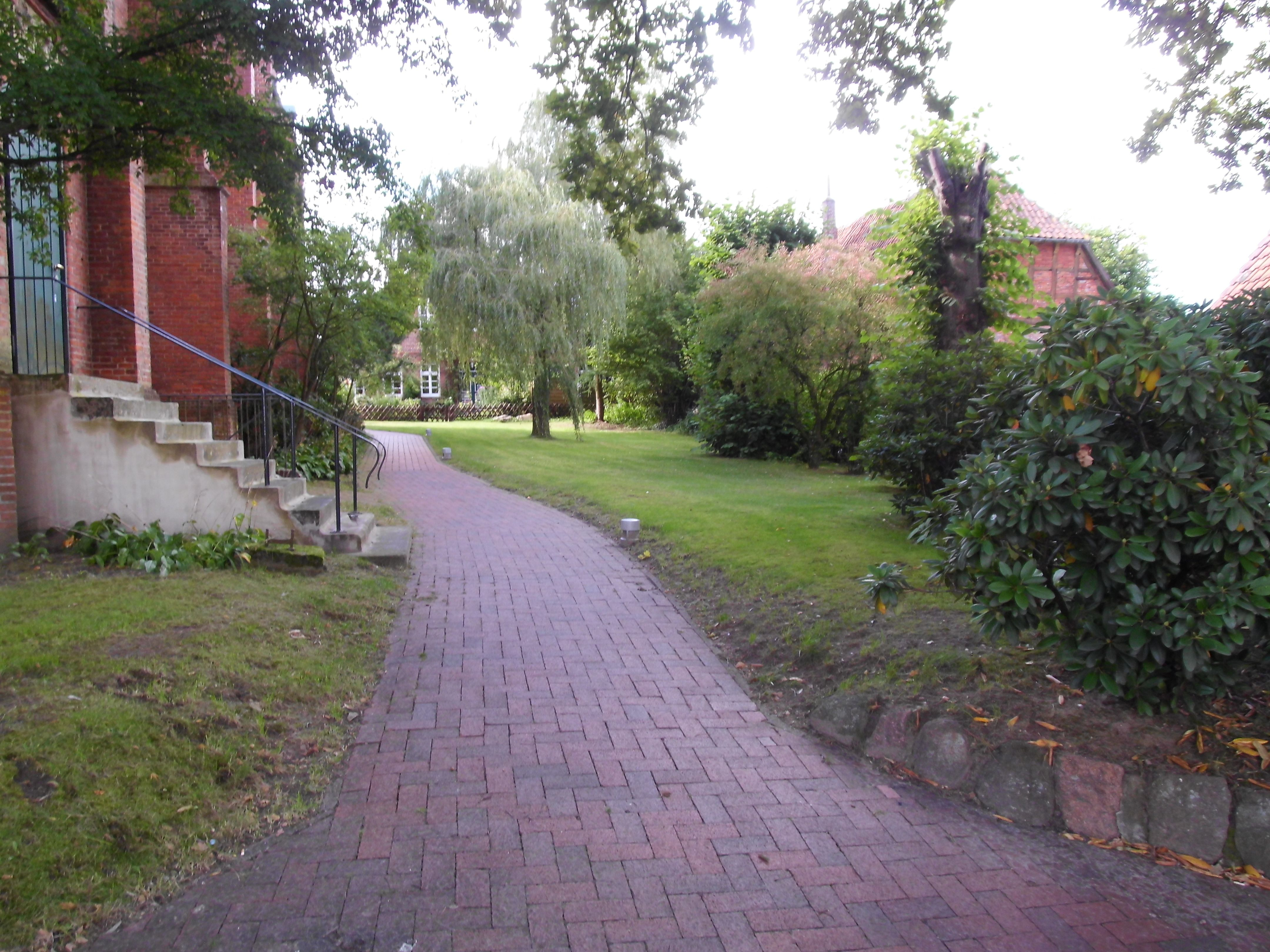
Kirchhof

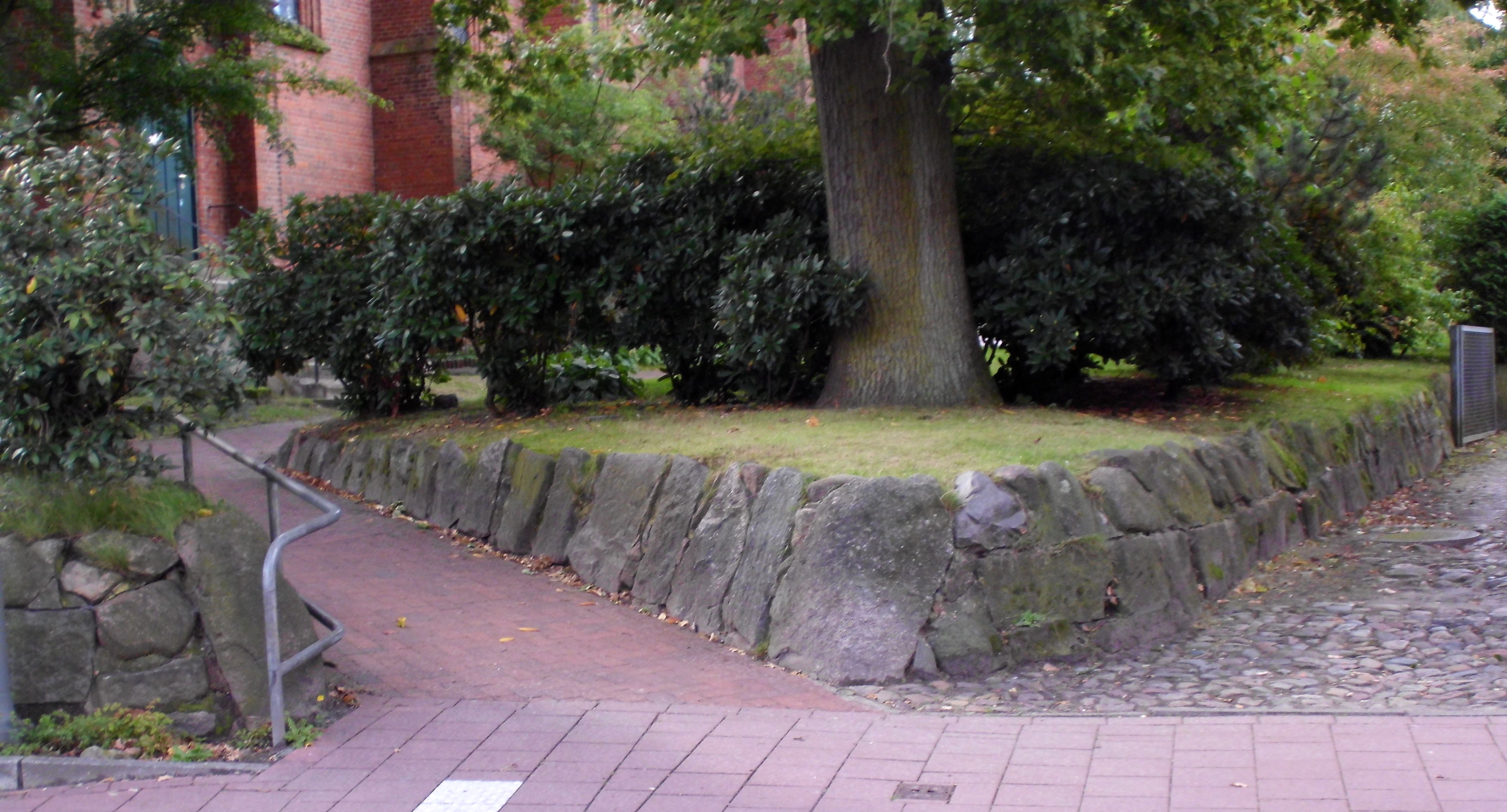
Feldsteinmauer

Die St.-Jakobi-Kirche in Bad Bederkesa, Am Markt und Beerster Mühlenweg 3, wurde von 1859 bis 1861 gebaut.
Das Gebäude steht unter Denkmalschutz (siehe auch Liste der Baudenkmale in Geestland).

## Geschichte
Die Herren von Bederkesa waren ab etwa 1000 Dienstmannen (Ministeriale) des Erzbistums Bremen. Die erste St.-Jakobi-Kirche, vermutlich aus Feldsteinen, wurde erstmals 1295 erwähnt und benannt nach dem Apostel Jakobus.
Bederkesa war ab 1421 im Besitz der Stadt Bremen. Nach der Reformation wurden das Gebiet und die Kirche evangelisch-reformiert.
1644 wurde der erste Kirchenbau durch eine Fachwerkkirche ersetzt. 1648 kam das Herzogtum Bremen zu Schweden und Bederkesa war nun evangelisch-lutherisch. 1720 wurde das Herzogtum an das Kurfürstentum Hannover verkauft (später Königreich Hannover), dieses war ab 1866 die preußische Provinz Hannover.
Die dritte einschiffige neugotische Kirche von 1861 mit einem eingerückten 3/8-Chorabschluss entstand nach Plänen von Simon Loschen (Bremen). Der quadratische Westturm hat einen achteckigen Turmhelm. Der Innenraum wurde von 1990 bis 2010 renoviert.
Der Taufstein in Pokalform aus Sandstein stammt aus dem zweiten Viertel des 17. Jahrhunderts (um 1644). Die relativ große Hillebrand-Orgel von 1969 bis 1992 hat 1390 Pfeifen in 21 Registern. Das dreiteilige Altarretabel von 2006 in der Form eines Triptychons besteht aus Stahl und gebrannter Tonerde und stammt von der Künstlerin Madeleine Dietz.
Der 1443,5 m² große Kirchhof und die Feldsteinmauer stehen ebenfalls unter Denkmalschutz.
Bad Bederkesa ist Sitz der Superintendentur des Kirchenkreises Wesermünde der Landeskirche Hannover.